# Sandra Gee
Sandra Gee, właśc. Sandra Gundstedt (ur. 24 stycznia 1982 w Smalandii) – szwedzka kompozytorka, producentka muzyczna i wokalistka muzyki elektronicznej. W latach 2006–2010 była frontmanką w zespole Baby Alice.

## Życiorys
Sandra Gee w latach 2006–2010 pracowała w szwedzkim zespole Baby Alice jako frontmanka.
Pierwszy solowy singel Sandry Gee „Summertime” został wydany latem 2007 roku. W 2007 i 2008 wykonała kilka utworów dla wytwórni FM Records. Latem 2008 roku zostały wydane dwa single, pierwszy „If You Want Me” oraz drugi „Kom igen” podczas EM-låten 2008. Powstał we współpracy z piłkarzami – Ralfem Edströmem i Glennem Hysénem oraz został napisany przez Lindę Sonnvik i Niklasa Ringströma. W 2010 roku skupiła się na solowej karierze, w październiku 2010 roku został wydany jej czwarty singel „Turn Up the Volume”. W sierpniu 2010 roku wykonała kilka utworów w klubie Casablanca w Magaluf. W 2011 roku opublikowała film zarejestrowany kamerą cyfrową, na którym zaśpiewała utwór Basshuntera – „Every Morning”. Wystąpiła podczas 100% Party. W 2012 opublikowała własną aranżację utworu Michel Teló – „Ai se eu te pego!”. W maju 2013 roku ponownie wystąpiła podczas 100% Party. Nagrała utwór z Basshunterem, który w 2013 roku został umieszczony na jego albumie zatytułowanym Calling Time.

## Dyskografia

### Single
| Rok  | Tytuł                                         |
| ---- | --------------------------------------------- |
| 2007 | „Summertime”                                  |
| 2008 | „If You Want Me”                              |
| 2008 | „Kom igen” (feat. Ralf Edström & Glenn Hysén) |
| 2010 | „Turn Up the Volume”                          |
| 2013 | „Sommar ragg”                                 |
| 2014 | „What’s Going On”                             |

#### Z gościnnym udziałem
| Rok  | Tytuł             |
| ---- | ----------------- |
| 2014 | „My Love Is True” |

### Pozostałe utwory
| Rok  | Tytuł                                 | Album        |
| ---- | ------------------------------------- | ------------ |
| 2009 | „Everybody Loves Me”                  | –            |
| 2013 | „Heaven (R.I.P Jonas Gundstedt 2006)” | –            |
| 2013 | „Dirty” (Basshunter)                  | Calling Time |